# Johann Evangelist Müller
Johann Evangelist Müller (Gründholm, 14 novembre 1877 – Markt Indersdorf, 5 aprile 1965) è stato un arcivescovo cattolico tedesco.

## Biografia
Monsignor Johann Evangelist Müller nacque a Gründholm, in Baviera, il 14 novembre 1877.

### Formazione e ministero sacerdotale
Dal 1890 al 1894 studiò al seminario minore di Scheyern. Iniziò poi a studiare filosofia e teologia a Frisinga.
Il 29 giugno 1903 fu ordinato presbitero. Dall'ottobre di quell'anno fu prefetto del seminario di Frisinga. Dal 1908 al 1911 studiò per il dottorato presso la Pontificia Università Gregoriana a Roma. In quegli anni fu temporaneamente vice-rettore Collegio teutonico di Santa Maria dell'Anima. Dal 1911 tornò a operare nell'arcidiocesi di Monaco e Frisinga e nell'Associazione cattolica per il benessere giovanile. Nel 1919 il cardinale Michael von Faulhaber lo nominò canonico della cattedrale dell'Immacolata Concezione di Monaco di Baviera.

### Ministero episcopale
Il 9 ottobre 1922 papa Pio XI lo nominò vicario apostolico di Svezia e vescovo titolare di Lorea. Ricevette l'ordinazione episcopale il 7 gennaio successivo dall'arcivescovo Eugenio Pacelli, nunzio apostolico in Baviera, in rappresentanza del cardinale Michael von Faulhaber impossibilitato per malattia, coconsacranti il vescovo ausiliare di Monaco e Frisinga Alois Hartl (Harthl) e il vescovo ausiliare di Ratisbona Johann Baptist Hierl. All'ordinazione episcopale assunse il nome aggiuntivo di Erik in onore di Sant'Erik, patrono della Svezia.
Monsignor Müller fu l'iniziatore della Conferenza episcopale della Scandinavia. Nel maggio del 1923 si tenne infatti la prima Conferenza episcopale nordica che, oltre a monsignor Müller, vide la partecipazione dei vicari apostolici di Danimarca e Norvegia.
Nel 1943 papa Pio XII lo nominò assistente al Soglio Pontificio.
Monsignor Müller introdusse profonde riforme strutturali nel vicariato apostolico. Il numero di parrocchie cattoliche aumentò da 5 a 19. Per risolvere le difficoltà finanziarie del suo vicariato, dal 1925 intraprese numerosi viaggi in Baviera, nei Paesi Bassi e in Svizzera per trovare finanziamenti.
Il 29 giugno 1953 papa Pio XII elevò il vicariato apostolico in diocesi e lo nominò suo primo vescovo.
Il 1º agosto 1957 papa Pio XII accettò la sua rinuncia al governo pastorale della diocesi. All'inizio della sua attività pastorale in Svezia vi erano 4000 cattolici assistiti da dieci sacerdoti. L'anno del suo ritiro la diocesi era cresciuta fino a 26 000 cattolici e 60 sacerdoti.
Nell'arcidiocesi di Monaco e Frisinga diede l'impulso decisivo alla fondazione dell'organizzazione "Sant'Ansgar" dedita alla ricerca di finanziamenti e sostegno della Chiesa cattolica in Scandinavia. Trascorse la sua vecchiaia nel Marienheim di Markt Indersdorf, in Baviera.
Morì a Markt Indersdorf il 5 aprile 1965 all'età di 87 anni. Nel 1967 la sua salma fu traslata in Svezia per essere sepolta nella cattedrale di Sant'Erik a Stoccolma.

## Opere
- Johannes Erik Müller: Von Gründholm nach Stockholm. Lebenserinnerungen des Erzbischofs Johannes Erik Müller, Bischof von Schweden (1923–1957). Scheyern 1973.

## Genealogia episcopale
La genealogia episcopale è:
- Cardinale Scipione Rebiba
- Cardinale Giulio Antonio Santori
- Cardinale Girolamo Bernerio, O.P.
- Arcivescovo Galeazzo Sanvitale
- Cardinale Ludovico Ludovisi
- Cardinale Luigi Caetani
- Cardinale Ulderico Carpegna
- Cardinale Paluzzo Paluzzi Altieri degli Albertoni
- Papa Benedetto XIII
- Papa Benedetto XIV
- Papa Clemente XIII
- Cardinale Marcantonio Colonna
- Cardinale Giacinto Sigismondo Gerdil, B.
- Cardinale Giulio Maria della Somaglia
- Cardinale Carlo Odescalchi, S.I.
- Cardinale Costantino Patrizi Naro
- Cardinale Lucido Maria Parocchi
- Papa Pio X
- Papa Benedetto XV
- Papa Pio XII
- Arcivescovo Johann Evangelist Erich Müller